# Маржанколь
Маржанколь (каз. Маржанкөл, до 1993 г. — Морозовка, до 2021 г. — Уызбай) — село в Осакаровском районе Карагандинской области Казахстана. Административный центр Маржанкольского сельского округа. Код КАТО — 355653100.

## История
Основано в 1908 году переселенцами из центральных губерний России.

## Население
В 1999 году население села составляло 904 человека (432 мужчины и 472 женщины). По данным переписи 2009 года в селе проживало 545 человек (254 мужчины и 291 женщина).